# 3.er Regimiento de Infantería de Voluntarios de Nueva York
El 3.er Regimiento de Infantería de Voluntarios de Nueva York fue un regimiento de infantería que sirvió en el Ejército de la Unión durante la Guerra Civil Americana. También se lo conoce como Regimiento de Albany. Vestían un uniforme zuavo americanizado que consistía en una chaqueta zuave azul oscuro con ribete rojo, pantalones azul oscuro, polainas blancas, fez rojo con un tazzle azul y un chaleco zouave azul oscuro con un ribete rojo.

## Servicio
El 30 de julio de 1861, se ordenó a Baltimore y se instaló en Fort McHenry hasta el 1 de abril de 1862. El verano de 1862 se pasó en Suffolk y el 12 de septiembre de 1862, se ordenó de nuevo a Fort Monore. Los miembros originales que no se reincorporaron fueron reclutados en mayo de 1863, pero el regimiento permaneció en el campo compuesto por 162 reclutas, 200 veteranos.
El Tercero estuvo presente durante el asedio de Suffolk, tras lo cual se le ordenó ir a Folly Island, donde tomó parte activa en las operaciones contra Fort Wagner, el bombardeo de Fort Sumter y los ataques a Charleston en el verano y otoño de 1863, como parte de la brigada de Alford del XVIII Cuerpo. En octubre de 1863, fue devuelto a Virginia, donde participó activamente en el avance del General Butler en mayo de 1864, perdiendo 5 muertos, 50 heridos y 7 desaparecidos.
Luchó en la batalla de Drewy's Buff y luego fue transferido a la 3.ª Brigada, 3.ª División, 18.º Cuerpo, que se trasladó a Cold Harbour, donde estuvo activo hasta el 12 de junio de 1864, momento en el que fue transferido a Bermuda Hundred. El regimiento se reincorporó al 10º Cuerpo el 15 de junio de 1864 y formó parte de la 1ª Brigada, 2ª división, con la que participó en los asaltos a Petersburgo en junio, la explosión de la mina del 30 de julio, Fort Harrison y Darbytown Road.
El 3 de diciembre de 1864, la Tercera se incorporó a la 1ª Brigada, 2ª División, 24º Cuerpo y fue enviada a Carolina del Norte, donde participó en Fort Fisher, Sugar Loaf Battery, Fort Anderson y Wilmington. Permaneció en Carolina del Norte realizando tareas de piquete y guarnición hasta la llegada del general Sherman y el fin de la guerra.
Fue retirado del servicio en Raleigh el 28 de agosto de 1865.

## Damnificados
El regimiento sufrió 37 muertos por heridas y 85 por otras causas, para un total de 122 muertos. De estos, un oficial murió en combate, mientras que 2 más murieron por enfermedad o accidente. Treinta y seis hombres alistados murieron mientras que 83 murieron por enfermedad o accidente.

## Comandantes
- Coronel Frederick Townsend
- Coronel Samuel M. Alford
- Coronel Eldridge G. Floyd
- Coronel John Elmer Mulford